# Medal of Honor: Rising Sun
Medal of Honor: Rising Sun es un videojuego de disparos en primera persona basado en las batallas libradas durante la Segunda Guerra Mundial en el Océano Pacífico, desde el bombardeo de Pearl Harbor hasta las calles de Singapur.
Fue publicado en el año 2003 para las videoconsolas PlayStation 2, GameCube y Xbox.

## Análisis del juego
El juego comienza a bordo del USS California que está bajo el ataque de la flota aérea imperial del Japón el 7 de diciembre de 1941; Un miembro del cuerpo de marines de los Estados Unidos Joseph D. "Joe" Griffin despierta alarmado, pero rápidamente se integra y defiende el buque, encuentra al sargento Jack Lauton, Griffin repele el ataque desde el USS Nevada desde el que presencia el hundimiento del USS Arizona.
El 1 de enero de 1942, Joe y Laton llegan a Filipinas, donde se encuentran con el hermano menor de Joe, Donnie, quien se encuentra en una unidad de demolición de la Marina. Donnie y los hombres de demolición deben volar el puente Calumpit, pero el camión quedó capturado en la demolición.
Los tres con éxito obtienen la parte trasera de los camiones, y el puente está destruido, pero Donnie todavía está dentro de un tanque cuando lo invaden soldados japoneses, y se presume muerto. El 7 de agosto de 1942, Laton, Joe y otros dos marines son parte de una redada de medianoche en Guadalcanal para tomar una pista de aterrizaje y destruir un depósito de municiones. El 14 de octubre de 1942, sin embargo, los japoneses cuentan con artillería desde su posición con nombre en código 'Pistol Pete'. Debido a esto, Laton, Joe y dos infantes de marina se infiltran en la selva con el objetivo de destruir la Pistol Pete.
La misión tiene éxito, y, a lo largo del camino, se encuentran con Martin Clemens, un verdadero luchador guerrillero escocés, y rescatar a prisioneros de guerra como el teniente Edmund Harrison, un experto en demoliciones que explota las armas para ellos. La misión tiene éxito, y Joe es recomendado por Laton, en la Oficina de Servicios Estratégicos y es promovido a Sargento.

## Personajes
- Joseph Griffin: El protagonista de este videojuego, sirve en la marina de los Estados Unidos con el rango de cabo.
- Donnie Griffin: El hermano del protagonista, fue capturado por los japoneses en la segunda misión y no se sabe nada de él hasta la última misión en la que Yamashita huye en un avión escapando del portaaviones.
- Phillip Bromley: Comandante este británico da servicio a la división ejecutiva del servicio de operaciones especiales británico.
- Michael P. Floyd: Coronel del servicio estratégico americano.
- Edmund Harrison: Teniente de la marina de los Estados Unidos.
- Jack Gunny Lauton: Sargento de artillería de la marina de los Estados Unidos.
- Frank Spinelli: Soldado raso.
- Ichiro Harry Tanaka: Soldado raso de la oficina del servicio estratégico.
- Silas Whitfield: Soldado raso de los Estados Unidos.

## Armas
Americanas
- M1 Garand
- M1903/A5 Springfield
- M1911 Colt 45
- M1928 Thompson
- Browning Automatic Rifle
- Winchester Model 12 Shotgun
- M9A1 Bazooka
- Browning M2 (fijo)

Japonesas
- Type 99 Arisaka (Solo enemigo)
- Type 11 LMG
- Type 99 LMG
- Type 14 Nambu (Solo enemigo)
- Type 97 Grenade
- Type 96 25mm (fijo)
- Type 92 Howitzer (fijo)
- Katana (Solo enemigo)
- Lunge Mine (Solo enemigo)
- Model 89 Mortar (Solo enemigo)

Británicas
- Welrod
- Sten Mark II
- Lee-Enfield (Utilizada por aliados)

## Etapas y objetivos
El juego tiene 9 etapas, las cuales se dividen de la siguiente manera:
Etapa 1 Day of Infamy 
Objetivos Primarios
- Objetivo 1: Get Topside (Encontrar compuerta superior)
- Objetivo 2: Extinguish Fire (Extinguir fuego)
- Objetivo 3: Defend USS California (Defender el USS California)

Objetivos secundarios
- Objetivo 1: Assist Engineer (Apoyar al ingeniero)
- Objetivo 2: Save Crewman (Salvar tripulación)

Etapa 2 Pearl Harbor 
Objetivos Primarios
- Objetivo 1: Defend Battleship Row (Defender línea de acorazados)
- Objetivo 2: Escort USS Nevada (Escoltar al USS Nevada)

Objetivos secundarios
- Objetivo 1: Shoot Down 20 Planes (Disparar a 20 aviones)
- Objetivo 2: Shoot Down 75 Planes (Disparar a 75 aviones)

Etapa 3 Fall of the Philippines 
Objetivos Primarios
- Objetivo 1: Find Brother (Localizar hermano)
- Objetivo 2: Repair Tank (Reparar tanque)
- Objetivo 3: Locate Lost Explosive Truck (Encontrar camión robado con explosivos)
- Objetivo 4: Disable Radio Command Post (Destruir Radio del puesto de mando)
- Objetivo 5: Signal Demolition Soldiers (Soldados de la señal de demolición)
- Objetivo 6: Deliver Explosives Truck (Entregar camión con explosivos)

Objetivos secundarios
- Objetivo 1: Find Photograph of Commander Shima (Encontrar fotografía del comandante Shima)
- Objetivo 2: Find Golden Buddah (Encontrar Buda de oro)
- Objetivo 3: Find Film Canisters (Encontrar rollo de película)

Etapa 4 Midnight Raid on Guadalcanal 
Objetivos Primarios
- Objetivo 1: Reach Landing Area
- Objetivo 2: Reach Outpost
- Objetivo 3: Destroy Ammo Dump
- Objetivo 4: Secure Depot (asegurar el depósito)

Objetivos Secundarios
- Objetivo 1: Collect Intelligence Documents (recolectar documentos de inteligencia)
- Objetivo 2: Destroy Generator (destruir el generador)

Etapa 5 Pistol Pete Showdown 
Objetivos Primarios
- Objetivo 1: Locate Lost Allied Patrol
- Objetivo 2: Find and Destroy Pistol Pete Artillery (localizar y destruir la "pistol pete")
- Objetivo 3: Rescue Lost Allied Patrol
- Objetivo 4: Escort Harrison to Pistol Pete (escoltar a harrison hacia la "pistol pete")
- Objetivo 5: Rendezvous with Martin Clemens
- Objetivo 6: Escape across Final Bridge

Objetivos Secundarios
- Objetivo 1: Storm Pack Howitzer Emplacement
- Objetivo 2: Save Harrison (salvar a harrison)

Etapa 6 Singapore Sling 
Objetivos Primarios
- Objetivo 1: Rendezvous with Tanaka
- Objetivo 2: Ambush Kandler's Car
- Objetivo 3: Steal Kandler's Uniform
- Objetivo 4: Reach Hotel
- Objetivo 5: Infiltrate the Axis Summit
- Objetivo 6: Grab the Slide Reel
- Objetivo 7: Escape from Hotel (escapar del hotel)

Objetivos Secundarios
- Objetivo 1: Rescue POWs (3)
- Objetivo 2: Find Additional Evidence (3)

Etapa 7 In Search of Yamashita's Gold! 
Objetivos Primarios
- Objetivo 1: Locate Flying Tiger's Crash Site
- Objetivo 2: Find Tanaka
- Objetivo 3: Discover Yamashita's Gold
- Objetivo 4: Exit Temple Before Fourth Gun Explodes
- Objetivo 5: Rescue Pilot (rescatar al piloto)

Objetivos Secundarios
- Objetivo 1: Destroy Japanese Radio Equipment
- Objetivo 2: Destroy Officers' Sake Supply (5)

Etapa 8 A Bridge on the River Kwai 
Objetivos Primarios
- Objetivo 1: Rendezvous with Chindits
- Objetivo 2: Find Bromley
- Objetivo 3: Sabotage Bridge on River Kwai
- Objetivo 4: Gain Control of Crane
- Objetivo 5: Open Fuel Tanks (3)
- Objetivo 6: Get off the Bridge

Objetivos Secundarios
- Objetivo 1: Eliminate 10 Enemies at Blockade
- Objetivo 2: Disable Barge Dock

Etapa 9 Supercarrier Sabotage 
Objetivos Primarios
- Objetivo 1: Open Vents (8)
- Objetivo 2: Destroy Fuel Monitors (4)
- Objetivo 3: Break Fuel Valves (4)
- Objetivo 4: Locate Gold
- Objetivo 5: Sink Ship

Objetivos Secundarios
- Objetivo 1: Send False Radio Transmission
- Objetivo 2: Find Imperial Orders (3)

## Recepción
La versión para PlayStation 2 de Medal of Honor: Rising Sun recibió un premio de ventas "Doble Platino" de la Asociación de Editores de Software de Entretenimiento y Ocio (ELSPA), que indica ventas de al menos 600,000 copias en el Reino Unido.
El juego recibió críticas "mixtas o promedio" según la página de reseñas de videojuegos Metacritic.